# ویست‌لند ۲
ویست‌لند ۲ (انگلیسی: Wasteland 2) یک بازی ویدئویی در سبک نقش‌آفرینی است که توسط inXile entertainment و در سپتامبر ۲۰۱۴ برای پلت‌فرم‌های مایکروسافت ویندوز، اواس ده، و لینوکس منتشر شده‌است.